# Evolvulus paniculatus
Evolvulus paniculatus là một loài thực vật có hoa trong họ Bìm bìm. Loài này được (Bonpl.) Spreng. mô tả khoa học đầu tiên năm 1825.